# Зевоая (комуна)
Зевоая (рум. Zăvoaia) — комуна у повіті Бреїла в Румунії. До складу комуни входять такі села (дані про населення за 2002 рік):
- Дудеску (936 осіб)
- Зевоая (2608 осіб)

Комуна розташована на відстані 123 км на північний схід від Бухареста, 51 км на південний захід від Бреїли, 126 км на північний захід від Констанци, 68 км на південний захід від Галаца.

## Населення
За даними перепису населення 2002 року у комуні проживали 3544 особи.
Національний склад населення комуни:
| Національність | Кількість осіб | Відсоток |
| -------------- | -------------- | -------- |
| румуни         | 3435           | 96,9%    |
| цигани         | 109            | 3,1%     |

Рідною мовою назвали:
| Мова      | Кількість осіб | Відсоток |
| --------- | -------------- | -------- |
| румунська | 3445           | 97,2%    |
| циганська | 99             | 2,8%     |

Склад населення комуни за віросповіданням:
| Релігія       | Кількість осіб | Відсоток |
| ------------- | -------------- | -------- |
| православні   | 3542           | 99,9%    |
| римо-католики | 2              | 0,1%     |